# Provincia de Kasai Occidental
Kasai Occidental fue una de las diez provincias de la República Democrática del Congo. La provincia se encuentra en el noreste del país. La capital provincial era Kananga.

## Historia
La provincia de Kasai Occidental se estableció en 1966 reagrupando las provincias de Luluabourg y Unité Kasaïenne, que a su vez se crearon en 1962 cuando la provincia histórica de Kasai se dividió en cinco provincias, a saber, Lomami, Sankuru, Sud-Kasai, Luluabourg, Unité-Kasaïenne. Las antiguas provincias de Luluabourg y Unité-Kasaïenne se corresponden a los distritos actuales de Lulua y de Kasai.
Desde su formación, la sede provincial es Kananga (anteriormente Luluabourg), que también fue sede de la provincia de Kasai entre 1957 y 1962. La provincia de Lusambo precede a la entidad actual, se creó en 1933 segregando los distritos de Kasai y Sankuru de la provincia de Congo-Kasai, una de las cuatro establecidas en 1924. La provincia de Lusambo cambió su nombre a Kasai en 1947, y su sede provincial siguió siendo Lusambo hasta 1957 cuando se trasladó a Luluabourg (ahora Kananga). La provincia de Kasai existió hasta que se subdividió en 1962 en 5 provincias.
La provincia deriva su nombre del río Kasai que fluye a través del distrito Kasai de sur a norte. El río es el segundo más largo de la República Democrática del Congo y un importante afluente del río Congo. Las diferentes tribus locales (luba, tshokwe, Lunda, etc.) llamaron al río Kasai de diferentes maneras: Enzzadi, Nsadi, Nzadi, Kassabi, Kasye, Kassaba; los últimos exploradores europeos utilizaron el nombre de Kasaï para referirse al río.
Según la constitución de 2006, Kasai Occidental se dividió en dos provincias. El distrito de Kasai y la ciudad de Tshikapa se combinarían y se convertirían en una nueva provincia de Kasai, y el distrito de Lulua se combinaría con la ciudad de Kananga para formar la nueva provincia de Kasai Central.

## Geografía
Kasai Occidental limitaba con las provincias de Bandundu al oeste, Équateur al norte, Kasai Oriental al este y Katanga al sureste. Al sur limita con el país de Angola. La provincia era atravesada por muchos ríos importantes: Kasai, Lulua, loango, Sankuru, Lukeni, etc.